# De Arbeiderspers
De Arbeiderspers est une maison d'édition néerlandaise fondée en 1929 à l'initiative du Parti social-démocrate des ouvriers et basée à Amsterdam.
Résultat de la fusion de plusieurs imprimeries liée au parti, elle est à l'origine très impliquée dans la presse, domaine qu'elle délaisse à partir des années 1970, lorsqu'elle se sépare de Het Vrije Volk, pour se dédier intégralement à l'édition.
L'entreprise fusionne avec A.W. Bruna Uitgevers en 2012 et déménage à Utrecht, avant de revenir à Amsterdam en 2014 lorsqu'elle devient membre du groupe Singel Uitgeverijen.

## Histoire

### Genèse
Le 26 mars 1900 paraît le premier numéro de Het Volk, un journal fondé par le Parti social-démocrate des ouvriers. Il est édité par une imprimerie dépendante du parti à Amsterdam.
Dans les années 1920, le parti commence à publier des fictions et ouvre différentes librairies à travers le pays pour améliorer leurs diffusions.
Le 26 juillet 1920 paraît à Rotterdam le premier numéro de Voorwaarts. Ce journal est édité par une imprimerie rotterdamoise mise sur pied spécialement pour l'occasion par différents proches du parti. Ce journal a un lectorat plus large que Het Volk, qui est avant tout lu par les membres du parti et des militants syndicalistes.
Le succès de Voorwaarts met en exergue la rivalité entre Amsterdam et Rotterdam, ce que le bureau du parti déplore. Pour pallier cette problématique, il est décidé à la fin des années 1920 de restructurer les organes de presse du parti.

### Fondation
Le 21 mai 1929, des membres du parti se rendent chez le notaire pour acter de la création d'une naamloze vennootschap. Le journal officiel publie enfin le 25 juillet 1929 l'acte de fondation de la NV Drukkerij en Uitgeversmaatschappij “De Arbeiderspers” à Amsterdam.
Le capital de cette société par action s'élève à 200 000 florins et est réparti en 200 actions. Le syndicat NVV reçoit 100 actions et le parti prend officiellement possession d'une seule action. Mais officieusement celui-ci est propriétaire de l'autre moitié des titres car ceux-ci sont répartis entre les différentes imprimeries locales qui existaient jusqu'alors et qui dépendaient de lui.
Le rédacteur en chef de Voorwaarts, Y. G. van der Veen, est nommé à la tête de la maison d'édition.
De Arbeiderspers est alors l'éditeur de nombreux titres de presse : Het Volk, Voorwaarts, Vooruit, Wij, De Notenkraker, le guide radio de la VARA, De Proletarische Vrouw, et Socialisme en Democratie.

### De Rode Burcht

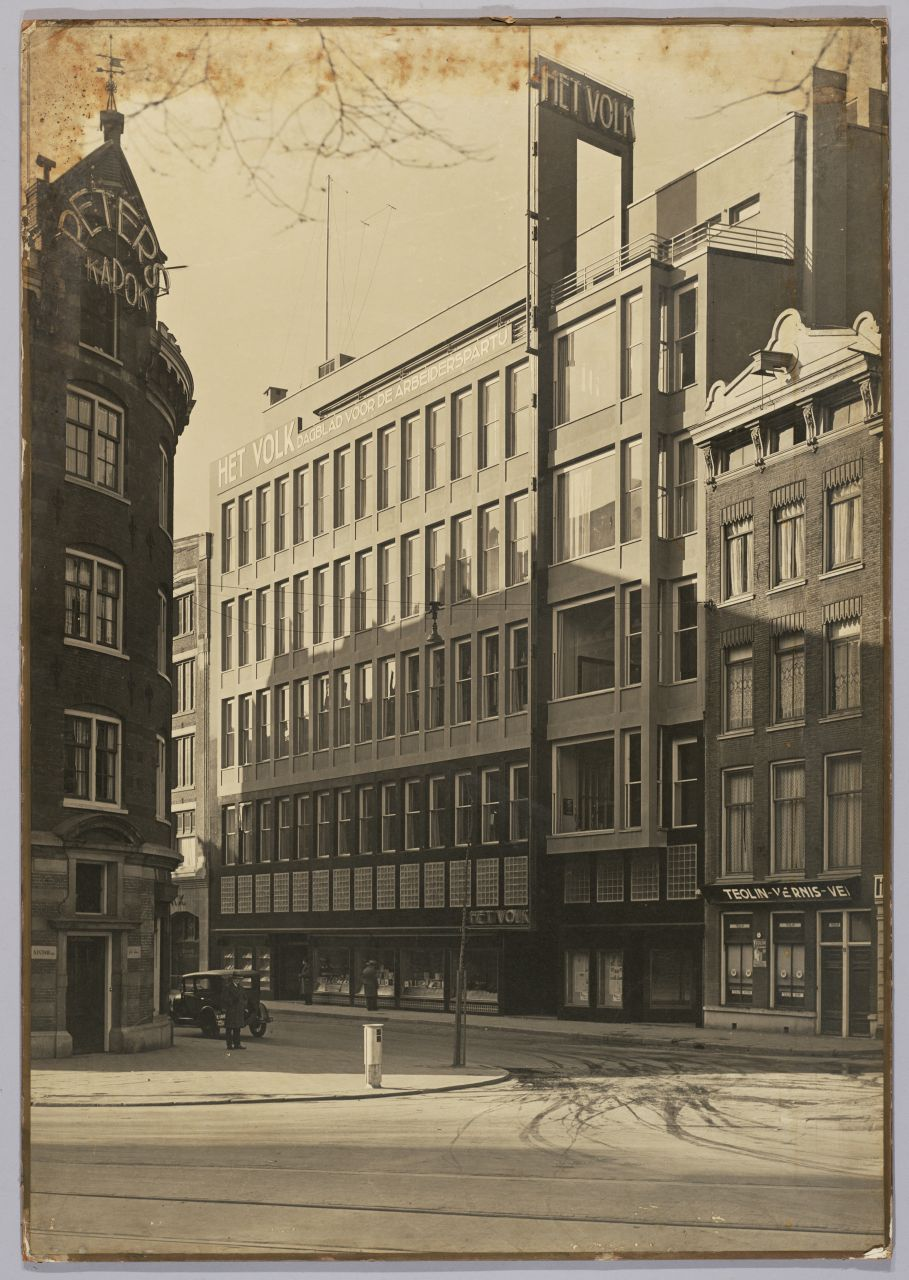
Le siège surnommé De Rode Burcht en 1931.

Deux plus tard, le groupe déménage dans un immeuble situé à Hekelveld à Amsterdam, un bâtiment qui prend le surnom de De Rode Burcht (« La Citadelle rouge »), du fait de la cohabitation au sein du même immeuble aussi bien du Parti social-démocrate des ouvriers, du syndicat ouvrier NVV que de la VARA.
À ce moment De Arbeiderspers est le deuxième plus grand groupe de presse des Pays-Bas derrière De Telegraaf. La partie édition littéraire de l'entreprise se voit accorder beaucoup de liberté de la part du bureau du parti et élargit son catalogue pour les romans et les fictions, à côté d'un catalogue fourni pour les publications plus politiques.
À la suite de la mutinerie du HNLMS De Zeven Provinciën le 5 février 1933, toutes les publications de De Arbeiderspers se voient être interdites à partir du 6 février 1933. Le 8 février 1933, la rédaction va à l'encontre de l'interdiction en éditant un numéro spécial de ses journaux sous le nom de De Zeven Provinciën. L'interdiction dure officiellement jusqu'au 31 août 1938.

### Apogée
Après la guerre, De Arbeiderspers va devenir le plus grand groupe de presse du pays avec un pic en 1958-1961,.

### Restructuration
En raison des problèmes financiers qui s'accumulent, une restructuration débute à partir de 1969 au sein de l'entreprise. À ce moment, le groupe presse est passé de 325 000 abonnés en 1961 à 268 000 abonnés en 1970.
Il s'opère une séparation entre la partie presse et la partie édition. La NV Weekbladpers appartenant à De Arbeiderspers, et qui publie notamment Voetbal International, devient indépendante. Le Rode Burcht est vendu, entraînant le déménagement de la rédaction de Het Vrije Volk à Rotterdam, ainsi que le déménagement de la maison d'édition en juin 1971 au no 262 du Singel, où il forme avec Querido et Wetenschappelijke la maison d'édition Uitgeverijen Singel 262. Ce groupe, renforcé entre-temps par Nijgh & Van Ditmar, perdure jusqu'en 1997.

### Aujourd'hui
De Arbeiderspers est connu pour sa collection Privé-Domein qui regroupe des livres de témoignages, de biographies et d'autobiographies ainsi que des recueils de mémoires.

## Annexe